# Mónica Gerardo
Mónica Marie Gerardo Morán (Saint Paul, Minnesota, Estados Unidos, 10 de noviembre de 1976) es una exfutbolista mexicana nacida en Estados Unidos.

## Participaciones en Copas del Mundo
| Mundial                                 | Sede           | Resultado    | Partidos | Goles |
| --------------------------------------- | -------------- | ------------ | -------- | ----- |
| Copa Mundial Femenina de Fútbol de 1999 | Estados Unidos | Primera Fase | 3        | 0     |

## Participaciones en Copa de Oro
| Copa                | Sede           | Resultado    | Partidos | Goles |
| ------------------- | -------------- | ------------ | -------- | ----- |
| Copa de Oro de 2002 | Estados Unidos | Tercer lugar | 4        | 2     |